# Duškin
Duškin je priimek več oseb:
- Ivan Ivanovič Duškin, sovjetski general
- Leonid Stepanovič Duškin, sovjetski matematik in raketni inženir